# マイルス・デイヴィス・ウィズ・ソニー・ロリンズ
『マイルス・デイヴィス・ウィズ・ソニー・ロリンズ』(Miles Davis with Sonny Rollins) (PRLP 187) は、マイルス・デイヴィスがプレスティッジ・レコードから1954年に発表した10インチLP盤のアルバム。このアルバムに収録された4トラックは、「バット・ノット・フォー・ミー」の別テイクとともに、ニュージャージー州ハッケンサックのルディ・ヴァン・ゲルダーのスタジオで1954年6月29日に録音された。
このアルバムは、当時デイヴィスのお気に入りのサクソフォーン奏者だったソニー・ロリンズの音楽的な、また、作曲家としての能力をショーケースのように表現している。4曲のうち3曲はソニー・ロリンズのオリジナル楽曲であり、その後のデイヴィスやロリンズのライブの定番曲となっていった。デイヴィスは自伝の中で、ロリンズがセッションの最中にスタジオで紙クズに旋律を書き記していたと述べている。デイヴィスはまた、ガーシュウィンをカバーした「バット・ノット・フォー・ミー」について、ピアニストのアーマッド・ジャマルの間の取り方や叙情性に影響された初期の例だとも述べている。
10インチLP盤の生産が打ち切られた後、本作に収録されていた4トラックは、別テイクとともに、12インチ・アルバム『バグス・グルーヴ』 (PRLP 7109) の2面に収録された。

## トラックリスト
| #  | タイトル               | 作詞・作曲       | 時間 |
| -- | ---------------------- | ---------------- | ---- |
| 1. | 「エアジン / Airegin」 | ソニー・ロリンズ | 5:01 |
| 2. | 「オレオ / Oleo」      | ソニー・ロリンズ | 5:14 |

| #         | タイトル                                          | 作詞・作曲                                       | 時間  |
| --------- | ------------------------------------------------- | ------------------------------------------------ | ----- |
| 1.        | 「バット・ノット・フォー・ミー / But Not for Me」 | ジョージ・ガーシュウィン、アイラ・ガーシュウィン | 5:45  |
| 2.        | 「ドクシー / Doxy」                               | ソニー・ロリンズ                                 | 4:55  |
| 合計時間: | 合計時間:                                         | 合計時間:                                        | 20:55 |

## パーソネル
- マイルス・デイヴィス – トランペット
- ソニー・ロリンズ – テナー・サクソフォーン
- ホレス・シルヴァー – ピアノ
- パーシー・ヒース – ベース
- ケニー・クラーク – ドラムス